# 奈古駅
奈古駅（なごえき）は、山口県阿武郡阿武町大字奈古字岡田橋にある、西日本旅客鉄道（JR西日本）山陰本線の駅である。
以前は「さんべ」・「ながと」等の急行も停車していたが、「さんべ」が臨時列車化された1997年3月22日以降は普通列車のみが停車する。
近くに山口県立萩高等学校奈古分校（旧・山口県立奈古高等学校）があるため萩方面からの通学客が多く、2016年3月26日ダイヤ改正までは長門市駅 - 当駅間の区間運転も設定されていた。改正以降は隣の木与駅発着となっている。

## 歴史
- 1929年（昭和4年）4月24日：鉄道省美禰線（現・山陰本線）東萩駅 - 当駅間延伸時に終着駅として開設[1]。客貨取扱開始[1]。
- 1931年（昭和6年）11月15日：美禰線当駅 - 宇田郷駅延伸、途中駅となる。
- 1933年（昭和8年）2月24日：当駅を含む美禰線一部区間が山陰本線に編入、同線所属駅となる。
- 1979年（昭和54年）3月31日：貨物取扱廃止[1]。
- 1980年（昭和55年）8月31日：集中豪雨の影響に伴い、奈古駅 - 長門大井駅間で斜面崩壊が発生し不通となる[2]。10月9日にいったん復旧するが、10月24日に土砂崩壊が発生し再度不通となる[2]。翌1981年（昭和56年）3月5日に厚さ2メートルの落石覆いを設置して、復旧する[2]。
- 1984年（昭和59年）2月1日：荷物扱い廃止[1]。
- 1985年（昭和60年）3月14日：無人駅化[3]。
- 1987年（昭和62年）4月1日：国鉄分割民営化に伴い、西日本旅客鉄道（JR西日本）の駅となる[1]。
- 2012年（平成24年）2月18日：上下線双方の列車が同一ホームに発着するようになる[4]。
- 2013年（平成25年）7月28日：豪雨災害に伴い線路が被災、一時当駅を含む益田駅 - 長門市駅間が運休（※当駅 - 長門市駅間については同年8月4日に運行再開。須佐駅 - 当駅間は2014年8月10日に運行再開[5]）。
- 2016年（平成28年）3月26日：当駅折返しだった列車が隣の木与駅発着に変更となる。

## 駅構造
長門市方面に向かって右側に単式ホーム1面1線を有する地上駅（停留所）。以前は相対式ホーム2面2線を有し、交換設備を備えていたが、2012年（平成24年）2月18日から上下線双方の列車が駅舎側のホームに発着するようになり、駅舎反対側のホームは使用されなくなった。それに伴って跨線橋も撤去されたが、長門市方面からの折返し列車が運行されていたため、場内・出発信号機は駅舎側のみ使用されていた。木造駅舎を備える。
長門鉄道部管理の簡易委託駅。早朝と夕方以降は無人となる。

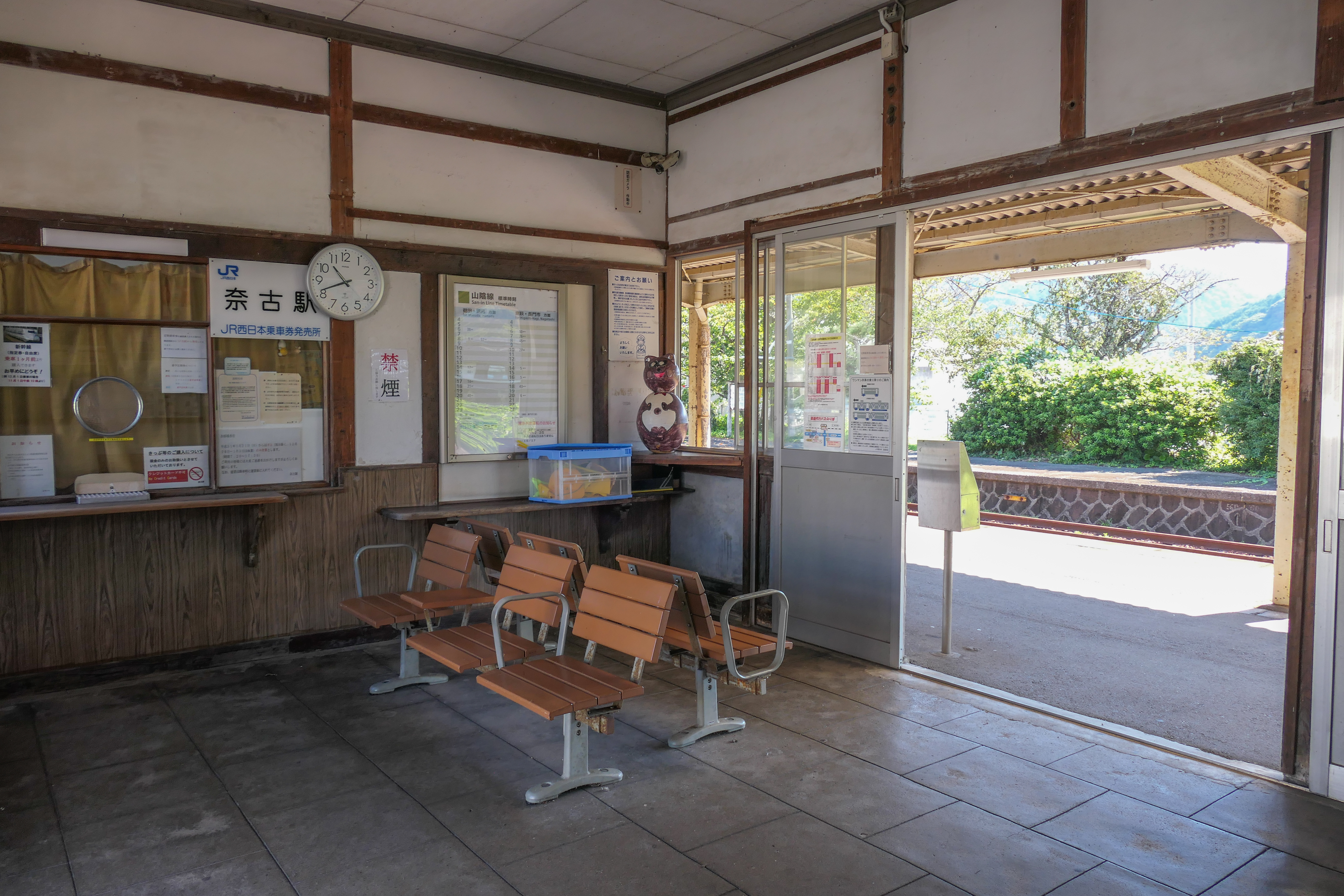
待合室・改札口（2022年10月）
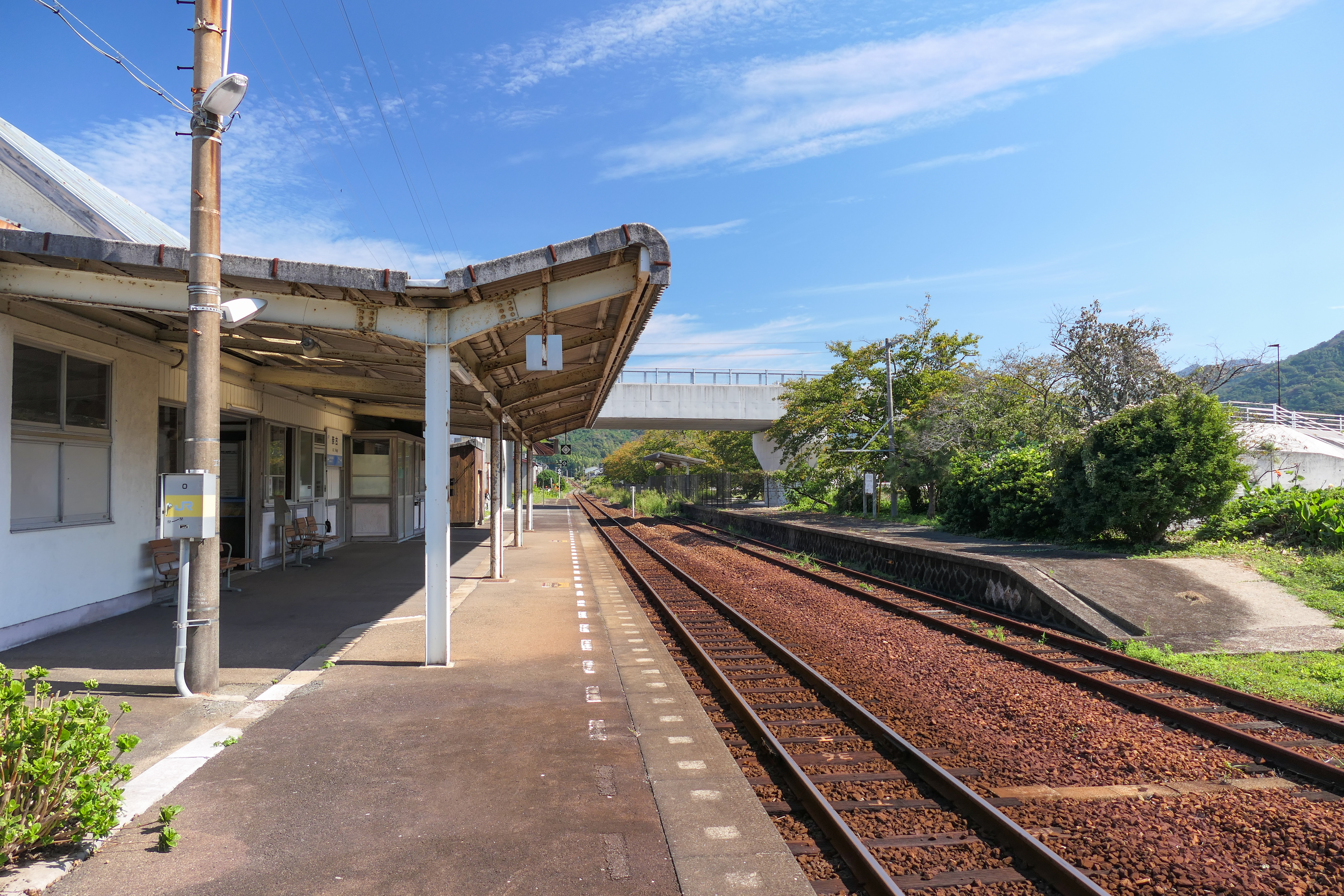
ホーム（2022年10月）

## 利用状況
近年の1日平均乗車人員の推移は以下の通り。
| 乗車人員推移 | 乗車人員推移 |
| 年度         | 1日平均人数  |
| ------------ | ------------ |
| 1999         | 348          |
| 2000         | 340          |
| 2001         | 316          |
| 2002         | 283          |
| 2003         | 254          |
| 2004         | 208          |
| 2005         | 201          |
| 2006         | 209          |
| 2007         | 192          |
| 2008         | 172          |
| 2009         | 150          |
| 2010         | 155          |
| 2011         | 130          |
| 2012         | 128          |
| 2013         | 116          |
| 2014         | 103          |
| 2015         | 105          |
| 2016         | 107          |
| 2017         | 105          |
| 2018         | 91           |
| 2019         | 83           |
| 2020         | 81           |
| 2021         | 78           |
| 2022         | 79           |

## 駅周辺
- 阿武町役場
- 道の駅阿武町
- 奈古郵便局
- 山口県立萩高等学校奈古分校
- 阿武町立阿武中学校
- 阿武町立阿武小学校
- 阿武町給食センター
- 国道191号

### バス路線
- 防長交通
  - 萩商工高校前方面 / 惣郷方面
- 萩近鉄タクシー
  - 東萩方面 / 須佐・石見空港方面（石見空港連絡乗合タクシー）

## 隣の駅
西日本旅客鉄道（JR西日本）
■山陰本線
木与駅 - 奈古駅 - 長門大井駅